# Azy-le-Vif
Azy-le-Vif és un municipi francès, situat al departament del Nièvre i a la regió de Borgonya - Franc Comtat. L'any 2007 tenia 226 habitants.

## Demografia

### Població
El 2007 la població de fet d'Azy-le-Vif era de 226 persones. Hi havia 88 famílies, de les quals 24 eren unipersonals (16 homes vivint sols i 8 dones vivint soles), 28 parelles sense fills, 28 parelles amb fills i 8 famílies monoparentals amb fills.
La població ha evolucionat segons el següent gràfic:
Habitants censats

### Habitatges
El 2007 hi havia 143 habitatges, 94 eren l'habitatge principal de la família, 26 eren segones residències i 23 estaven desocupats. 136 eren cases i 3 eren apartaments. Dels 94 habitatges principals, 70 estaven ocupats pels seus propietaris, 17 estaven llogats i ocupats pels llogaters i 7 estaven cedits a títol gratuït; 1 tenia una cambra, 10 en tenien dues, 18 en tenien tres, 23 en tenien quatre i 42 en tenien cinc o més. 90 habitatges disposaven pel capbaix d'una plaça de pàrquing. A 40 habitatges hi havia un automòbil i a 49 n'hi havia dos o més.

### Piràmide de població
La piràmide de població per edats i sexe el 2009 era:
| Homes | Edats   | Dones |
| ----- | ------- | ----- |
| 0     | 95 o +  | 0     |
| 0     | 90 a 94 | 0     |
| 0     | 85 a 89 | 4     |
| 0     | 80 a 84 | 0     |
| 4     | 75 a 79 | 8     |
| 12    | 70 a 74 | 8     |
| 12    | 65 a 69 | 16    |
| 4     | 60 a 64 | 8     |
| 12    | 55 a 59 | 8     |
| 8     | 50 a 54 | 0     |
| 4     | 45 a 49 | 12    |
| 24    | 40 a 44 | 16    |
| 0     | 35 a 39 | 4     |
| 8     | 30 a 34 | 8     |
| 12    | 25 a 29 | 0     |
| 12    | 20 a 24 | 0     |
| 8     | 15 a 19 | 0     |
| 0     | 10 a 14 | 0     |
| 4     | 5 a 9   | 4     |
| 8     | 0 a 4   | 4     |

## Economia
El 2007 la població en edat de treballar era de 140 persones, 106 eren actives i 34 eren inactives. De les 106 persones actives 94 estaven ocupades (59 homes i 35 dones) i 12 estaven aturades (4 homes i 8 dones). De les 34 persones inactives 15 estaven jubilades, 9 estaven estudiant i 10 estaven classificades com a «altres inactius».

### Ingressos
El 2009 a Azy-le-Vif hi havia 89 unitats fiscals que integraven 204,5 persones, la mediana anual d'ingressos fiscals per persona era de 15.770 €.

### Activitats econòmiques
Dels 7 establiments que hi havia el 2007, 1 era d'una empresa de construcció, 1 d'una empresa d'hostatgeria i restauració, 1 d'una empresa immobiliària, 3 d'empreses de serveis i 1 d'una empresa classificada com a «altres activitats de serveis».
L'any 2000 a Azy-le-Vif hi havia 19 explotacions agrícoles que ocupaven un total de 1.275 hectàrees.

## Poblacions més properes
El següent diagrama mostra les poblacions més properes.